# نورث بيرث (أونتاريو)
نورث بيرث، أونتاريو (بالإنجليزية: North Perth)‏ هي مدينة كندية تقع في مقاطعة أونتاريو. تبلغ مساحة هذه المدينة 493.1831 (كم²)، ويبلغ عدد سكانها 12254 نسمة حسب إحصاء سنة 2006 م، بينما كان يسكنها 12055 نسمة في سنة 2001 م. تحتل هذه المدينة المرتبة رقم 298 بين مدن كندا حسب عدد السكان والمرتبة رقم 113 في المقاطعة. نما عدد السكان في هذه المدينة بنسبة (1.7) بين العامين المذكورين.

## وصلات خارجية
- الأطلس الحكومي لكندا
- إحصاءات كندا مع ساعة تعداد السكان